# Nazibugaš
Nazi-bugaš (mNa-zi-Bu-ga-aš, jindy také Šu-zi-ga-aš) byl kassitský král Babylonie kolem roku 1333 př. n. l. Jeho jméno obsahuje kassitské slovo „bugaš“ – bůh.
Byl dosazen na trůn po kassitském povstání, které završilo období babylonského chaosu po smrti Burna-Buriaše II. Povstání smetlo předchozího krále Karachardaše. Nazibugaš je v záznamech uváděn jako „syn nikoho“, čili nepocházel z významného rodu a na trůn byl zvolen. Krátce nato byl ale sám svrhnut a popraven asyrským králem Aššur-uballitem I., který na babylonský trůn dosadil svého vnuka Kurigalza II., bratra Karachardaše.